# (218866) Alexantioch
(218866) Alexantioch est un astéroïde de la ceinture principale.

## Description
(218866) Alexantioch est un astéroïde de la ceinture principale. Il fut découvert le 15 décembre 2006 à Vallemare Borbona par Vincenzo Silvano Casulli. Il présente une orbite caractérisée par un demi-grand axe de 2,71 UA, une excentricité de 0,07 et une inclinaison de 7,6° par rapport à l'écliptique.